# يسري أبو القاسم
يسري أبو القاسم، أديب وصحفي مصري، ولد في 30 سبتمبر 1976، بقرية فاو بحري مركز دشنا محافظة قنا. يعمل بجريدة الدستور منذ عام 2006، التحق بنقابة الصحفيين عام 2010 وعمل سكرتيرا لتحرير جريدة الدستور من 2010 حتى 2011، كما عمل مشرفا لصفحات «3 حارة الأدباء» و«قراءة وكتابة»، و«شوية هموم»، منذ 2007 حتى 2017، إضافة إلى مئات الموضوعات الصحفية المتنوعة. صدرت له ست مؤلفات في الرواية والقصة وأدب الأطفال.

## أعماله
صدر ليسري أبو القاسم عدة أعمال أدبية، وهي:
- رواية شحاته ورنيش[1][2] (2009) عن دار الحضارة للنشر، وتدور أحداثها في منطقة عشوائية، ترصد معاناة شاب حاصل على مؤهل عالٍ ويرغب في الالتحاق بوظيفة، لكنه يفشل؛ فيتحول إلى بائع صبغة.
- 3 حارة الأدباء[3] (2015) عن دار أوراق للنشر، وهو عبارة عن 33 قصة قصيرة عن 33 رواية عربية وعالمية، في تجربة رائدة.[4]
- رواية "من روائع عمر[5]"، عن دار بنت الزيات للنشر، وتعد أول رواية عربية للصغار، يحكى فيها الأب عن الفاروق عمر بن الخطاب، بطريقة يدمج فيها بين الحاضر والماضى بأسلوب بسيط.
- حياة النبى[6]، عن دار أخبار اليوم، وهو كتاب في السيرة النبوية بطريقة عصرية جمع فيها المؤلف بين كتابة الرواية والسيناريو، ويحكي فيه سيرة النبى محمد، لبناته، بطريقة تحض على المحبة والتآخى بين البشر رغم اختلاف مشاربهم أو عقائدهم.
- 30 صحابيا أنصفهم التاريخ[7]، عن دار أخبار اليوم، ويرصد فيه حياة 30 صحابيا لم يروا النبى محمد إلا في مشهد أو اثنين، ورغم ذلك خلدهم التاريخ.
- مولانا الشيخ جواب[8]، عن دار اكتب للنشر، وهى رواية وجودية صوفية بطلها طبيبا يبحث عن الله حتى يصل إلي اليقين.[9][10]

## حياته الشخصية
متزوج، وله أربع بنات، هم: يارا ونور (توأم)، جنة، سارة.